# Миодраг Раде Јашаревић
Миодраг Раде Јашаревић (Крушевац, 1916 — Колари, 10. октобар 1976) био је српски виолиниста, признати уметник народне музике и дугогодишњи шеф Народног оркестра Радио Београда.

## Биографија
Раде Јашаревић је рођен у Крушевцу 1916. године. Виолину је почео да свира у петој години, да би своју дечачку страст касније претворио у животни позив. У Београду је уписао музичку школу, затим и Музичку академију, а његов таленат био је запажен када је 1947. године положио аудицију за Забавни оркестар у Радио Београду. Наредне године је прешао у Велики народни оркестар, на чијем је челу био Властимир Павловић Царевац. Када је Царевчева виолина заувек заћутала 1965. године, Раде је стао на чело Народног оркестра Радио Београда.

Октобра 1976. године, у тешкој аутомобилској несрећи, која се догодила на ауто-путу Београд-Ниш, код места Колари, поред певачица Силване Арменулић и Мирјане Барјактаревић, погинуо је и естрадни уметник и маестро на виолини Миодраг Раде Јашаревић. Аутомобил, којим је управљао Јашаревић, при брзини од преко 130 километара на сат, из необјашњивих разлога скренуо је и ударио у камион, који се кретао својом траком из супротног смера.